# BluTV
BluTV foi uma operadora de televisão por assinatura via satélite criada por uma união de investidores internacionais com o intuíto de trazer TV por assinatura de qualidade que cabe no bolso dos brasileiros, lançada em 9 de agosto de 2020 no satélite da Eutelsat e fazendo parte da empresa 1Sat Telecomunicações. Em 31 de março de 2022, foi decretada a falência da empresa pela Justiça.

## História
A operadora foi lançada no Brasil em 9 de agosto de 2020, operada no satélite Eutelsat. Juntamente com o lançamento da BluTV foram lançados novos canais de televisão inicialmente exclusivos e inéditos no Brasil na operadora como Gulli Brasil, Fuel TV, English Club TV, Trace Sport Stars, Al Jazeera, MCM Top, RFM TV, 360 Tune Box, FightBox, DocuBox, Fast&FunBox, FashionBox, FilmBox Arthouse e GameToon. Em 4 de novembro de 2020 os canais acabaram seu tempo de exclusividade com a BluTV, abrindo espaço para futuras negociações com outras operadoras como Claro TV, Vivo TV, Oi TV e Sky.